# Tony Kendall
Tony Kendall, eigenlijke naam Luciano Stella, (Rome, 22 augustus 1936 - aldaar, 28 november 2009) was een Italiaans acteur.
Kendall was oorspronkelijk model en speelde in de jaren 1960 en de jaren 1970 mee in verschillende Europese films. In Duitsland was hij vooral bekend door zijn rol als "Kommisar X" in 7 films tussen 1965 en 1971 aan de zijde van Brad Harris. Daarnaast was hij te zien in verschillende spaghettiwesterns (onder meer in Django against Sartana), in een aantal detectivefilms en in de filmreeks „Die reitenden Leichen“. De laatste film waarin hij meespeelde was Voce del verbo amore uit 2007.